# Vulcanochthonius pohakuloae
Espèce
Vulcanochthonius pohakuloae est une espèce de pseudoscorpions de la famille des Chthoniidae.

## Distribution
Cette espèce est endémique de l'île d'Hawaï,. Elle se rencontre dans une grotte au sud-ouest du Mauna Kea.

## Description
La femelle holotype mesure 1,91 mm.

## Étymologie
Son nom d'espèce lui a été donné en référence au lieu de sa découverte, Pohakuloa.

## Publication originale
- Muchmore, 2000: The Pseudoscorpionida of Hawaii Part I. Introduction and Chthonioidea. Proceedings of the Entomological Society of Hawaii, vol. 34, p. 147-162.